# Symfonie nr. 4 (Blackwood)
Easley Blackwood jr. voltooide zijn Symfonie nr. 4 opus 27 in 1977. De symfonie markeerde een overgang naar meer melodieuzere muziek na tien jaar moderne technieken te hebben geprobeerd. Tegelijkertijd met deze symfonie schreef hij ook aan een sonate voor viool.

## Geschiedenis
Al in 1970 kreeg Blackwood de opdracht een werk te componeren voor de festiviteiten van de 80e verjaardag van de dirigent Georg Solti. Opdrachtgever was dan ook het toenmalige orkest van Solti, het Chicago Symphony Orchestra. Blackwood begon maar langzaam aan de symfonie; pas in juni 1976 had hij het eerste deel voltooid. Solti was toen bezig met televisieopnamen van een aantal klassieke werken en had maar weinig tijd om de muziek te bespreken; dat moest gebeuren op de parkeerplaats achter de Chicago Concert Hall.In juni 1977 was het manuscript voor de gehele symfonie klaar.De componist was een leerling van Paul Hindemith aan de Yale University en heeft derhalve geen programmamuziek geschreven. Hij wilde wel, zoals hij zelf in het programmaboekje schreef, een werk schrijven waarbij het volle orkest werd benut alsmede de virtuositeit van de muzikanten. Daarbij ging hij in eerste instantie uit van improvisatie om dan langzaam te komen tot muziek op papier.
Dat schrijven voor groot symfonieorkest viel de componist tegen. Hij schreef circa twee maten per dag en was daar drie uur mee bezig. Zo kon het komen dat het zesenhalf jaar duurde voordat hij ermee klaar was. De muziek is geschreven in de romantische stijl, zonder moderne invloeden zoals serialisme en aleatoriek.
De eerste uitvoering vond plaats op 22 november 1978 20:15 (Chicago Symphony Orchestra o.l.v. Georg Solti) met vervolgen op 24 november en 25 november. Het programma zag er als volgt uit:
- Johann Sebastian Bach – Suite nr. 3 BWV 1068
- Blackwood – Symfonie nr. 4
- Pauze
- Luigi Boccherini - Celloconcert in Bes-majeur
- Felix Mendelssohn Bartholdy – Symfonie nr. 3 De Schotse opus 56 in a-mineur.

De derde suite stond niet op het originele programma, maar werd toegevoegd ter ere van de toen net overleden percussionist James Lane van het orkest. Solist in het celloconcert was James Starker. Balckwood’s derde symfonie ging ook al in première bij het CSO op 7 maart 1965, dirigent Jean Martinon. Het duurde zestien jaar voordat Blackwood zijn vijfde symfonie afleverde, eveneens voor het Chicago Symfonie Orkest, dirigent James DePriest.

## Muziek

### Delen
Blackwood koos voor een driedelige opzet:
- molto Moderato
- Vivace e leggero
- Allegro deciso

Het eerste deel is voor het lagere register van het orkest en is geschreven in de sonatevorm. Het eerste thema daarvan is direct hoorbaar; het tweede is te horen in een hobosolo. Het deel wordt afgesloten met een coda. Het tweede deel is geschreven voor het hoge register, waarbij 3 piccolo’s en 2 esklarinetten (er moet dus van instrument verruild worden, zie onder) zijn ingeschakeld. Het is geschreven in de ABABA-vorm (A 1e melodie, B 2e melodie), waarbij het tempo aanmerkelijk lager ligt (lento e mesto). Het derde deel volgt de indeling van het tweede deel in de ABABA-vorm en laat beide registers horen. Het gehele orkest sluit het werk weer door middel van een coda af.

### Orkestratie
- 2 piccolo’s, 4 dwarsfluiten, 4 hobo’s,1 hobo d'amore,1 althobo, 1 esklarinet, 3 klarineten, 2 basklarinetten, 4 fagotten en 1 contrafagot
- 8 hoorns, 4 trompetten, 1 bastrompet, 3 trombones, 1 bastrombone, 1 contrabastrombone, 2 tuba
- pauken, percussie waaronmder grote trom en bekken
- violen, altviolen, celli, contrabassen

## Discografie
- er zijn geen commerciële opnamen van dit werk